# Scalloway Islands

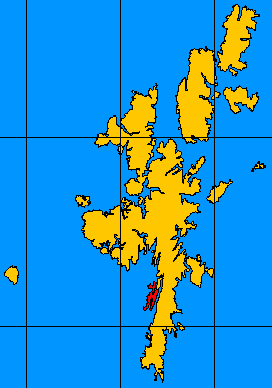
Burra (rot) innerhalb der Shetlandinsel

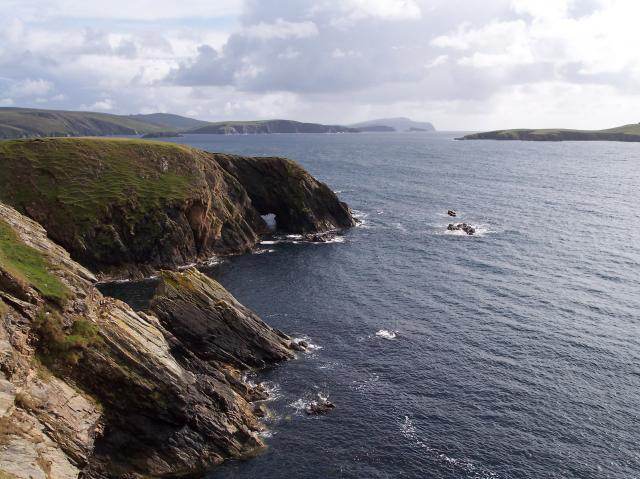
Das südliche Ende von East Burra

Die Scalloway Islands sind in Shetland gegenüber Scalloway im Südwesten der Hauptinsel Mainland.
Zu der kleinen Inselgruppe gehören:
- Burra (Zwei Inseln verbunden durch Brücken zueinander und über Trondra mit der Hauptinsel Mainland) – bildete die alte Civil Parish (Gemeinde) von Burra[2], seit 1891 Teil von Lerwick[3]
  - East Burra (mit Houss Ness)
  - West Burra
  - South Havra
  - Little Havra
  - Papa
  - West Head of Papa (Gezeiteninsel)

- Hildasay/Hildesay – gehört zur Civil Parish Tingwall
- Langa – gehört zur Civil Parish Tingwall
- Linga (Nicht zu verwechseln mit zahlreichen gleichnamigen Shetlandinseln) – gehört zur Civil Parish Tingwall
- Oxna – gehört zur Civil Parish Tingwall
- Trondra (Verbunden mit der Hauptinsel Mainland und Burra mit einer Brücke) – gehört zur Civil Parish Tingwall
- St Ninian’s Isle, Verbunden mit der Hauptinsel Mainland durch einen Tombolo, weiter im Süden – gehört zur Civil Parish Dunrossness